# ولمولیویکل
ولمولیویکل (به لاتین: Vellamullivaikkal) یک منطقهٔ مسکونی در سری‌لانکا است که در ناحیه مولایتیوو واقع شده‌است.